# Julian Jacobs
Julian Jacobs (23 de noviembre de 1994) es un jugador americano de baloncesto que actualmente se encuentra sin equipo. Antes de llegar a la NBA, jugó para la Universidad del Sur de California (USC).

## Carrera profesional
Jacobs se declaró elegible para el Draft de 2016. Sin embargo, no fue seleccionado. Después de jugar para los Indiana Pacers durante la Summer League, firmó un contrato con los LA Lakers el 1 de septiembre de 2016.